# Voges-Proskauer-Reaktion
Mit der Voges-Proskauer-Reaktion werden Bakterien-Kulturen auf die Bildung von Acetoin (3-Hydroxy-2-butanon, Acetylmethylcarbinol) geprüft, das im alkalischen Milieu mit Kreatin (enthalten im Pepton des Nährmediums oder als Zusatz nach der Inkubation) unter Verstärkung durch α-Naphthol eine Rotfärbung bewirkt. Dieser Test dient zur Unterscheidung und Identifizierung von Bakterien, besonders von Enterobacteriaceae und ist ein Bestandteil der so genannten IMViC-Reaktionen, die als Teil der sogenannten bunten Reihe oder in Form von kommerziellen Testsystemen wie dem Analytical Profile Index eine weitgehende Differenzierung erlaubt.

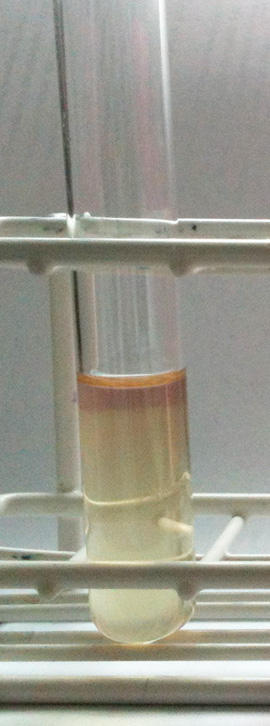
Cosenzaea myxofaciens (bis 2011 als Proteus myxofaciens klassifiziert) mit negativem Ergebnis im VP-Test.

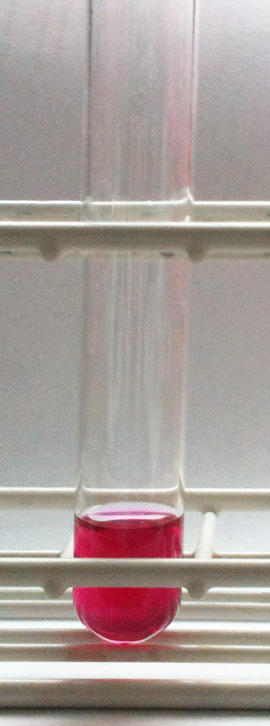
Enterobacter cloacae mit positivem Ergebnis im VP-Test.

Die Enterobacteriaceae lassen sich hinsichtlich ihrer Gärungsprodukte in zwei Gruppen einteilen. Das ist zum einen der Escherichia-coli-Typ, der vorwiegend verschiedene organische Säuren aus Glucose bildet – in der Gemischten Säuregärung – und zum anderen der Enterobacter-Typ, der aus Glucose in der 2,3-Butandiolgärung vor allem Butandiol (und Acetoin als Zwischenprodukt) sowie Gas (CO2 und H2) bildet, aber nur wenig Säure. Die Säurebildung wird mit der Methylrot-Probe (auch MR-Test genannt) nachgewiesen, während die Bildung von Acetoin als Vorstufe des 2,3-Butandiols im Voges-Proskauer-Test (auch als VP-Test abgekürzt) nachweisbar ist.
So bilden zum Beispiel Bakterien der Gattungen Enterobacter, Klebsiella und Serratia in der 2,3-Butandiolgärung aus Glucose 2,3-Butandiol und Acetoin als Zwischenprodukt. Bei ihnen fällt also die Voges-Proskauer-Reaktion positiv aus. Sie stehen damit im Gegensatz zu anderen Gattungen der Enterobacteriaceae, wie z. B. Escherichia, Proteus, Citrobacter, Salmonella und Shigella, die kein Acetoin bilden und bei denen deshalb die Voges-Proskauer-Reaktion negativ ausfällt. Hierbei ist zu beachten, dass es sich um eine grobe Kategorisierung handelt, einzelne Arten einer Gattung können davon abweichende Ergebnisse aufweisen. Bei der Identifizierung auf Ebene der Spezies mit Hilfe von miniaturisierten Testsystemen wird daher bei der Auswertung beispielsweise eine Prozenttabelle als Hilfe verwendet, in der angegeben ist, bei wie viel Prozent der getesteten Vertreter einer Art eine bestimmte Reaktion positiv bzw. negativ ausgefallen ist.